# ブルース・ゴールディング

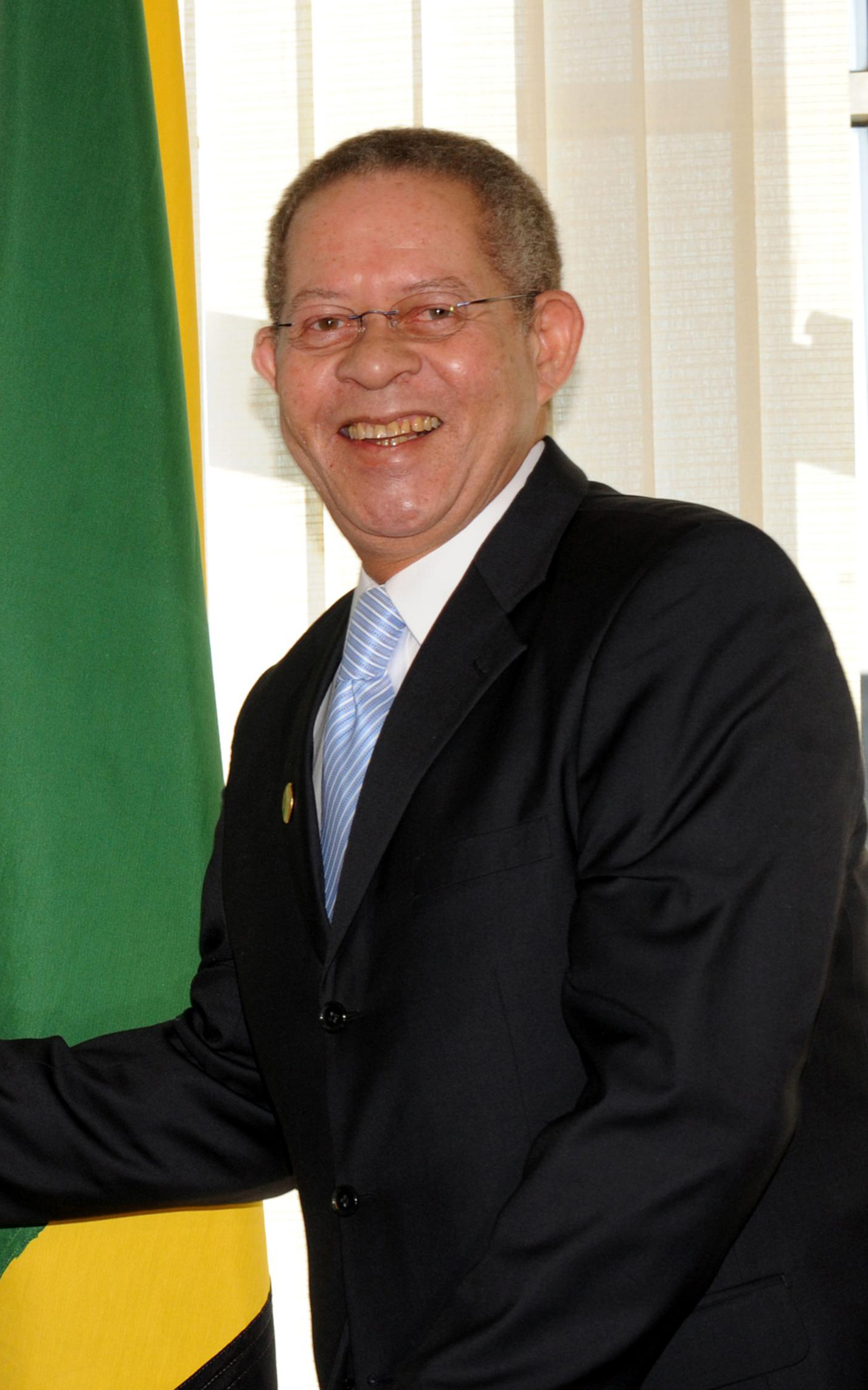
ブルース・ゴールディング

オレット・ブルース・ゴールディング（Orette Bruce Golding 1947年12月5日 - ）は、ジャマイカの政治家。2007年から2011年まで同国首相を務めた。ジャマイカ労働党のメンバーである。1970年代からジャマイカの国会議員を務めている。